# Heeresgruppe C
Il Gruppo d'armate C (tedesco: Heeresgruppe C) della Wehrmacht è il nome attribuito a due diversi gruppi di armate costituiti durante la seconda guerra mondiale.

## Teatri operativi

### Prima formazione
La Heeresgruppe C fu costituito il 26 agosto 1939 sulla base dello Heeresgruppenkommando 2 di Francoforte sul Meno. 
La Heeresgruppe C inizialmente aveva alle proprie dipendenze tutte le unità schierate alla frontiera occidentale della Germania, ma dopo la fine della campagna di Polonia le sue competenze furono limitate alla metà meridionale del fronte. La Heeresgruppe C sfondò la linea Maginot nel giugno 1940. Dopo la fine della campagna di Francia la Heeresgruppe C fu dapprima fatta rientrare alle basi di partenza e poi, nell'aprile 1941, fu trasferita in Prussia orientale col nome di copertura di Abschnittsstab Ostpreußen. Il 21 giugno 1941 fu ridenominata in Heeresgruppe Nord.

### Seconda formazione
Il gruppo d'armate C fu costituito nuovamente il 26 novembre 1943 con il personale dello stato maggiore dello Oberbefehlshabers Süd (comando supremo del fronte meridionale) della Luftwaffe. Il comando del gruppo d'armate C, che fungeva contemporaneamente da comando supremo del fronte sud-occidentale (Oberbefehlshaber Südwest), fu schierato in Italia e assegnato al feldmaresciallo Albert Kesselring.
Il 29 aprile 1945 a Caserta fu firmata la resa delle forze tedesche in Italia, che sarebbe stata resa nota ed entrata in vigore il successivo 2 maggio. Per parte tedesca il documento fu firmato dal tenente colonnello Hans Lothar von Schweinitz e dallo SS-Sturmbannführer Eugen Wenner per conto rispettivamente del Generaloberst Heinrich von Vietinghoff-Scheel, comandante del Gruppo d'armate C e di Karl Wolff, comandante delle SS e delle forze di polizia tedesche in Italia. Da parte Alleata era presente il feldmaresciallo britannico Harold Alexander, comandante di tutte le forze Alleate nel teatro del Mediterraneo.

## Reparti dipendenti
Reparti assegnati al comando del Gruppo d'armate
- Heeresgruppen-Nachrichten-Regiment 639 (639º reggimento trasmissioni; settembre 1939-maggio 1941)
- Heeresgruppen-Nachrichten-Regiment 598 (598º reggimento trasmissioni; dicembre 1943-maggio 1945)

| Data                          | Grandi unità                                    |
| Primo schieramento            | Primo schieramento                              |
| ----------------------------- | ----------------------------------------------- |
| Settembre 1939                | 7. Armee, 1. Armee, 5. Armee, Armeeabteilung A  |
| Ottobre 1939                  | 7. Armee, 1. Armee                              |
| Luglio 1940                   | 1. Armee, 12. Armee, 2. Armee                   |
| Settembre 1940                | 7. Armee, 6. Armee, 2. Armee, 1. Armee          |
| Novembre 1940                 | 2. Armee, 11. Armee                             |
| Dicembre 1940                 | 2. Armee, 11. Armee, Panzergruppe 3             |
| Aprile 1941                   | 11. Armee, Panzergruppe 3                       |
| Maggio 1941                   | 18. Armee, 16. Armee, Panzergruppe 4            |
| da qui vedi Heeresgruppe Nord |                                                 |
| Secondo schieramento          |                                                 |
| Dicembre 1943                 | 10. Armee, 14. Armee                            |
| Aprile 1944                   | 10. Armee, 14. Armee, Armeeabteilung von Zangen |
| Agosto 1944                   | 10. Armee, 14. Armee, Armee Ligurien            |
| Novembre 1944                 | 10. Armee, Armeegruppe Ligurien                 |
| Marzo 1945                    | 10. Armee, 14. Armee, Armee Ligurien            |

## Comandanti

### Prima formazione
- 26 agosto 1939 - 21 giugno 1941, Generalfeldmarschall Wilhelm Ritter von Leeb

### Seconda formazione
- 21 novembre 1943 - 26 ottobre 1944, Generalfeldmarschall Albert Kesselring (contemporaneamente comandante supremo del fronte sud-occidentale - Oberbefehlshaber Süd-West)
- 26 ottobre 1944 - 15 gennaio 1945 (interinale), Generaloberst Heinrich von Vietinghoff
- 15 gennaio 1945 - 10 marzo 1945, Generalfeldmarschall Albert Kesselring (contemporaneamente comandante supremo del fronte sud-occidentale - Oberbefehlshaber Süd-West)
- 10 marzo 1945 - 30 aprile 1945, Generaloberst Heinrich von Vietinghoff
- 30 aprile 1945 - 1º maggio 1945, General der Infanterie Friedrich Schulz
- 1º maggio 1945 - 8 maggio 1945, General der Panzertruppe Hans Röttiger

## Capi di stato maggiore

### Prima formazione
- 26 agosto 1939: Generalleutnant Georg von Sodenstern
- 15 febbraio 1940: General der Infanterie Hans-Gustav Felber
- 1º novembre 1940: Generalleutnant Kurt Brennecke (fino alla ridenominazione)

### Seconda formazione
- 26 novembre 1943: Generalleutnant Siegfried Westphal
- 5 giugno 1944: General der Panzertruppe Hans Röttiger